# Первомайский сельсовет (Свердловская область)
Первомайский сельсовет — упразднённое административно-территориальное образование, существовавшее с 1938 по 1942 год и входившее в состав Берёзовского района Свердловской области РСФСР СССР.
Административный центр: пос. Первомайский.

## История
Образован Указом Президиума Верховного Совета РСФСР от 16.09.1939
Ликвидирован Указом Президиума Верховного Совета РСФСР от от 05.06.1942.

## Состав сельсовета
пос. Первомайский (центр сельсовета), посёлки лесных кварталов № 248, 301, 303, 327, 352 и Белый барак.
После ликвидации сельсовета населённый пункт Первомайский включён в черту р.п. Монетный, посёлки лесных кварталов № 327 и 352 административно подчинены Монетному поссовету, а посёлки лесных кварталов № 248 и 249 — Ключевскому поссовету.